# Sabanalarga (Atlántico)
Sabanalarga – miasto w Kolumbii, w departamencie Atlántico.